# Philus neimeng
Philus neimeng är en skalbaggsart som beskrevs av Wang 2003. Philus neimeng ingår i släktet Philus och familjen långhorningar. Inga underarter finns listade i Catalogue of Life.